# Drungarij
Drungarij (starogrško δρουγγάριος, latinizirano: droungários iz latinskega drungarius) je bil  poznorimski in bizantinski vojaški čin, ki je pomenil poveljnika vojaške enote drungos v velikosti bataljona.

## Poznorimsko in bizantinsko obdobje
Latinski govorci so besedo drungus, ki se je prvič dokazano pojavila v zgodnjem 4. stoletju, privzeli iz galskega ali iz germanskega jezika. V poznem 6. stoletju je cesar Mavricij  (vladal  582–602) v svojem Strategikonu naziv drungos uporabil za posebno taktično vojaško enoto, običajno konjeniško, čeprav je kot taka pomenila grupiranje ali vojaški oddelek. 
Izraz drungarij ni dokumentiran prej kot v zgodnjem 7. stoletju, čeprav se je neuradno verjetno uporabljal že peed tem. Položaj in pripadajoča vojaška enota se je na začetku nanašal na ad hoc zbrane enote, na začetku 7. stoletja pa se je formaliziral, podobno kot večina drugih položajev v bizantinski armadi. V novem vojaško-upravnem tematskem sistemu, so bile vse velike vojaške enote – téme, razdeljene na turme (eskadron), turme na  moire ali drungose, ki so bili sestavljeni iz več bandonov. Moira ali drungos sta bila enakovredna sodobnemu pehotnemu polku ali brigadi. Sprva sta štela približno 1000 mož, iz česar izhaja tudi izraz hiliarhija, kasneje pa tudi do 3000 mož. Cesar Leon VI. Modri (vladal 886–912) je za nove manjše teme ustanovil drungose, ki so šteli samo 400 mož.
Položaj drungarija je bil eden od najnižjih vojaških položajev, ki so ga poleg svojega dvornega naslova nosili tudi dvorjani na položajih od hipata do vestitorja.

### Drungarij Vigle
Poveljnik elitnega polka Vigla, enega od tagmat, je imel čin drungarij Vigle (grško δρουγγάριος τῆς βίγλης, [droungários tís víglis]). Položaj je prvič omenjen leta 791. Polk Vigla je bil zadolžen za čuvanje bizantinskega cesarja na vojnih pohodih. Drungarij Vigle je bil zaradi stalnega neposrednega stika s cesarjem izjemno pomemben, zato je bilo v 10. in 11. stoletju njegovo mesto v domeni vodilnih aristokratskih družin.
Okoli leta 1030 je drungarij prevzel tudi pomembne sodne pristojnosti, ker je njegov imetnik postal predsednik cesarskega sodišča Velon, nameščenega na Pokritem hipodromu ob cesarski palači, kjer je ostalo do propada Bizantinskega cesarstva. K naslovu drungarij so dodali pridevnik megas (veliki), iz katerega je razvidno, da so v komnenskem obdobju njegovi nosilci, na primer Andronik Kamater, spadali med najvišje cesarjeve pomočnike.

## Bizantinska vojna mornarica
Čin drungarija v bizantinski vojni mornarici je bil rezerviran za admirale. Droungarios tou [basilikou] ploïmou je bil poveljnik osrednjega Cesarskega ladjevja z bazo v Konstantinoplu in njegovi okolici. Drungariji so poveljevali tudi provincijskim (tematskim) ladjevjem. V tem primeru so k njegovemu činu pripisali naziv teme, v kateri je poveljeval. Drungarije so kasneje zamenjali strategi. V tako imenovanem Taktikonu Uspenskega, ki je nastal okoli leta 842, se je prvič pojavil naslov droungarios tou ploïmou. Natančen datum nastanka naslova ni znan.
Drungarij Cesarskega ladjevja je bil v 11. stoletju povišan v velikega drungarija [ladjevja] (megas droungarios [tou stolou]) in postal vrhovni poveljnik celotnega bizantinskeva vojnega ladjevja. Na tem položaju ga je v 1090. letih zamenjal megas doux. Položaj velikega drungarija se je kot podrejen položaj ohranil do propada Bizantinskega cesarstva. 
Poleg omenjenih položajev je obstajal tudi droungarokomēs, ki je pomenil komesa (grofa)  na položaju poveljnika oddelka vojnih ladij.